# Austin Allegro
Der Austin Allegro (Entwicklungscode: British Leyland ADO67) war ein Pkw der Kompaktklasse des britischen Automobilherstellers British Leyland. Er wurde von Mai 1973 bis März 1982 hergestellt und mittels Badge-Engineering unter verschiedenen Verkaufsbezeichnungen angeboten.
Neben dem Standardmodell Austin Allegro gab es das baugleiche Modell mit gehobener Ausstattung Vanden Plas 1500/1750. In Italien wurde der Wagen von 1974 bis 1975 zudem als Innocenti Regent verkauft.

## Modellgeschichte

### Entwicklung
In den 1960er-Jahren war die BMC mit ihrer Baureihe ADO16 in der unteren Mittelklasse sehr erfolgreich. Der Wagen verkaufte sich auf dem Heimatmarkt wie in den (ehemaligen) Kolonien in großen Stückzahlen; in zehn Jahren wurden über zwei Millionen Stück gebaut.
Etwa gleichzeitig mit der Entstehung der British Leyland Motor Corporation 1968 begannen die Arbeiten an einer Neuentwicklung in diesem Marktsegment. Dabei sollte die ADO16-Baureihe nach dem Willen der Konzernleitung durch zwei verschiedene Modelle ersetzt werden. Der konservativ gestaltete und technisch simple Morris Marina (Entwicklungscode ADO28) mit Hinterradantrieb sollte anspruchslose Kunden und vor allem die in Großbritannien wichtigen Firmenkunden bedienen, die bis dahin Ford Cortina und Vauxhall Viva gekauft hatten. Der technisch wesentlich anspruchsvollere Allegro sollte dagegen in der mittleren und gehobenen Preisklasse angeboten werden.
Während der Marina relativ hastig und überwiegend aus bestehenden und häufig veralteten Komponenten aus Triumph- und BMC-Modellen zusammengestellt wurde, wurde der Allegro vollständig neu entwickelt. Nur die Motoren der A-Serie stammten noch vom ADO16.

### Design
Der erste Entwurf des Allegro stammte von dem Designer Harris Mann, der noch zur Zeit der Eigenständigkeit der British Motor Holdings von Ford of Britain abgeworben worden war. Das Serienmodell wich jedoch deutlich von Manns Entwurf ab. Auf den Markt kam die Modellreihe als zwei- und viertürige Schrägheck-Limousine und als dreitüriger Kombi. Sie galt bei ihrer Einführung als Hoffnungsträger für den krisengeschüttelten BLMC-Konzern, konnte aber bei Weitem nicht an die Erfolge ihres Vorgängers anknüpfen. Insbesondere litt der Wagen unter einem schlechten Ruf und seinem problematischen Design, verursacht durch einige ungünstige politische Entscheidungen vonseiten der Konzernleitung. In rund zehn Jahren wurden 642.350 Stück gebaut, weit weniger als von seinem Vorgängermodell BMC ADO16.
Die Wahl fiel auf den ursprünglichen Entwurf von Harris Mann. Dieser Entwurf zeigte eine dynamische, länglich und geschmeidig geformte Karosserie mit niedriger Gürtellinie und eine nach vorn flach abfallende Motorhaube, zusammen mit einem nach vorn geneigten, niedrigen und schmalen Kühlergrill.
Die Karosserie fiel gegenüber der des Vorgängers etwas größer aus; die zusätzliche Länge und Breite kam vor allem dem Kofferraum, der Zugänglichkeit des Motorraums und der passiven Sicherheit zugute. Radstand und Innenraummaße waren dagegen gegenüber dem Vorgängermodell praktisch gleich geblieben. Wie bei einigen anderen Modellen dieser Zeit war der Kofferraum trotz der Schrägheckform nicht über eine große Heckklappe, sondern nur über einen relativ schmalen Deckel unterhalb der Heckscheibe zugänglich.

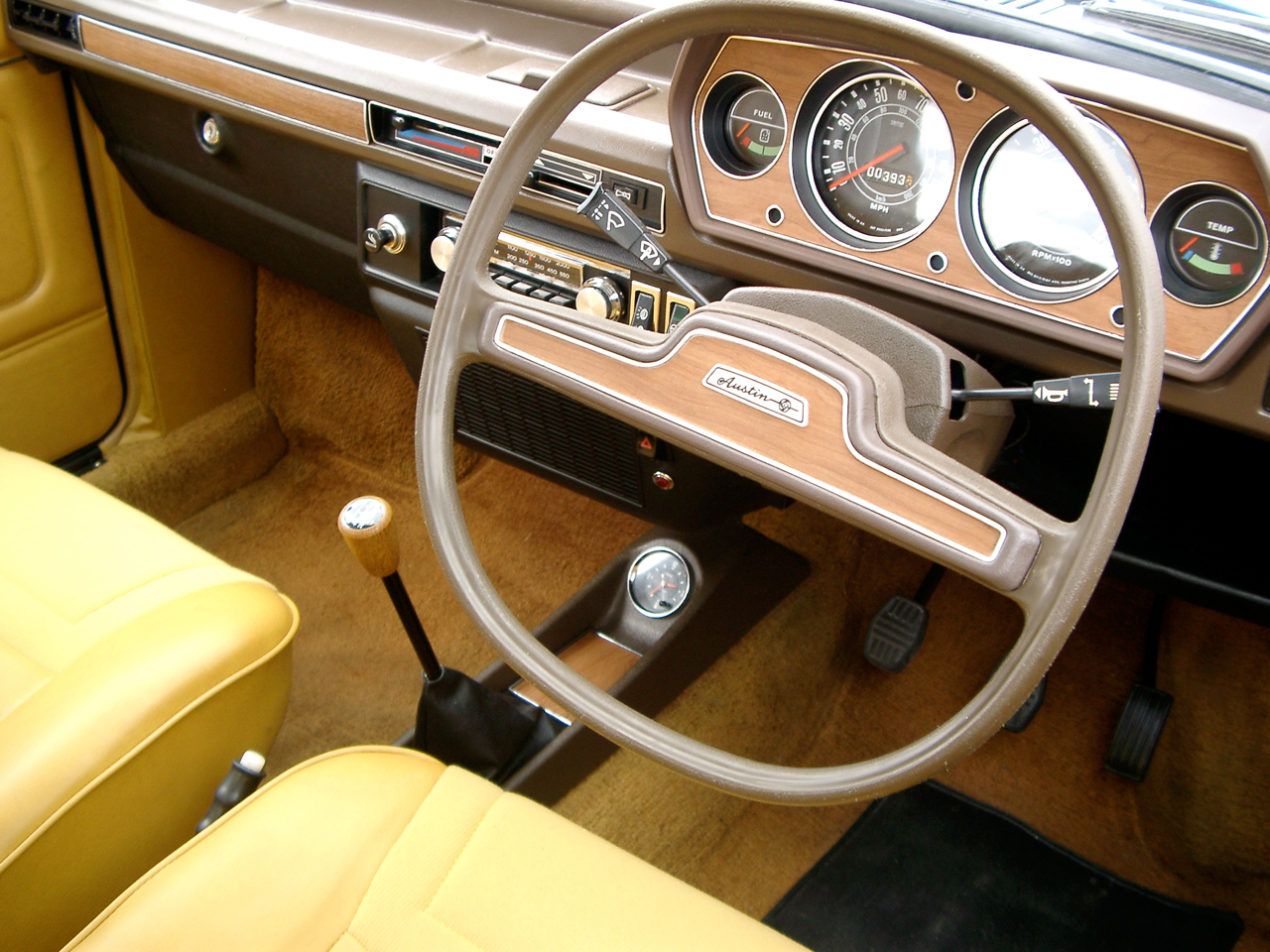
Markantes Innenraum-Merkmal der ersten Serie: das „Quartic“-Lenkrad

Allerdings musste vor der Produktion die Formgebung besonders im Bereich des Vorderwagens stark verändert werden. Denn nach dem Willen der Konzernleitung sollte im Allegro unter anderem die Heizung aus dem Marina in Kombination mit den neu entwickelten Motoren der E-Serie eingebaut werden. Diese Motorenserie war wegen ihrer obenliegenden Nockenwelle höher als die alten A-Motoren mit seitlicher Nockenwelle. Die Heizung des Marina war zudem sehr tief geraten. Das Ergebnis war eine spürbar höhere Gürtellinie und ein eigenwillig gewölbter Vorderwagen, der nach allgemeiner Ansicht die Formgebung stark beeinträchtigte. Die gestalterisch prägenden Einflüsse Issigonis’ wirken im Allegro nach, dessen Räder weit außenstehend wirken, obwohl die Überhänge gar nicht außergewöhnlich kurz sind. Im Unterschied zum Vorgänger ADO16 fiel die Spurweite nun erkennbar größer aus.
Neu am Allegro war die Hydragas-Federung. Sie war eine Weiterentwicklung der Hydrolastic-Federung aus dem BMC-Konzern mit stickstoffgefüllten Druckbehältern („Federkugeln“) statt Gummifedern. Die Dämpfelemente und Nickausgleich mit der Wasserhydraulik wurde übernommen: Die Radaufhängungen waren durch Druckleitungen miteinander verbunden, was für eine ausgewogenere Straßenlage sorgte.
Im Wageninneren gab es einige Besonderheiten: Das Quartic, ein Lenkrad in Form eines Quadrats mit abgerundeten Ecken. Es wurde nach dem Willen der Konzernführung eingebaut und sollte als Symbol für den Fortschritt stehen. Tatsächlich gab es auch mehr Platz beim Einsteigen frei. Auch die „Rundinstrumente“ waren anfänglich derartig geformt. Für einen Wagen mit Frontantrieb überraschend war zudem der ausgeprägte Mitteltunnel. Er wurde als Verstärkung notwendig, da sich die Längsträger weit außen an der Spurlinie befanden. Auch die geringe Anzahl Querträger war auffällig und ließ die Fachpresse vermuten, dass auf eine Kombi-ähnliche Karosserie mit großer Heckklappe aus Gründen unzureichender Torsionssteifigkeit verzichtet werden musste. Tatsächlich gab es Schwierigkeiten mit der Steifheit, siehe Probleme.
Anstatt des üblichen Kabelbaums hatte der Allegro übersichtliche Bänder, die als „Fabrostrip“ bezeichnet wurden. Dabei verlaufen die einzelnen Leitungsdrähte zwecks erleichterter Fehlersuche nebeneinander in einem durchsichtigen flachen Band.

### Vorstellung und Produktion
Im Mai 1973 ging zunächst die Austin Allegro Limousine in Produktion. Der Zeitpunkt war nach allgemeiner Ansicht günstig; der Ford Cortina war gerade neu aufgelegt worden und hatte Getriebeprobleme. Die Verkaufszahlen der Vorgänger-Baureihe ADO16 gingen gerade zurück. BLMC hoffte, langfristig 4000 Einheiten pro Woche absetzen zu können und somit acht bis zehn Prozent Marktanteil zu erreichen. Jedoch trugen die falschen oder nicht getroffenen Entscheidungen zu Produktionsstandorten und Kapazitäten dazu bei, dass anfänglich wie beim Marina nicht genügend Einheiten produziert werden konnten. Somit wurden tatsächlich nur rund halb so viele Wagen verkauft. Später waren zwar die Produktionsmöglichkeiten durch das Auslaufen anderer Modelle geschaffen, jedoch die Nachfrage auch aufgrund der nunmehr bekannten Mängel nicht mehr entsprechend vorhanden. So lag die Produktion 1975 bei gut 2000 Stück pro Woche.
Im März 1974 wurde der Allegro auf dem kontinentaleuropäischen Markt eingeführt. Im selben Jahr erschien die Kombi-Version Estate. In Italien begann die Produktion des Allegro unter der Bezeichnung Innocenti Regent, die mangels Nachfrage aber bereits nach 18 Monaten wieder eingestellt wurde.

## Modellpflege

### 1975
Im Oktober 1975 wurde die zweite Serie, der Austin Allegro 2 nachgeschoben, um einige Fehler aus der ersten Serie zu beseitigen. Geänderte Motorlager beseitigten das Ruckeln am Antriebsstrang, durch Verschieben der Sitzbänke wuchs der Fußraum vor den Rücksitzen, und das Quartic wurde durch ein konventionelles rundes Lenkrad ersetzt.
Die an sich notwendige grundlegende Überarbeitung der Karosseriegestaltung und des Innenraums unterblieb jedoch aus Geldmangel. Denn zu diesem Zeitpunkt war British Leyland bereits bankrott und verstaatlicht. Bei der Verwendung von Steuergeldern gab es andere Prioritäten.

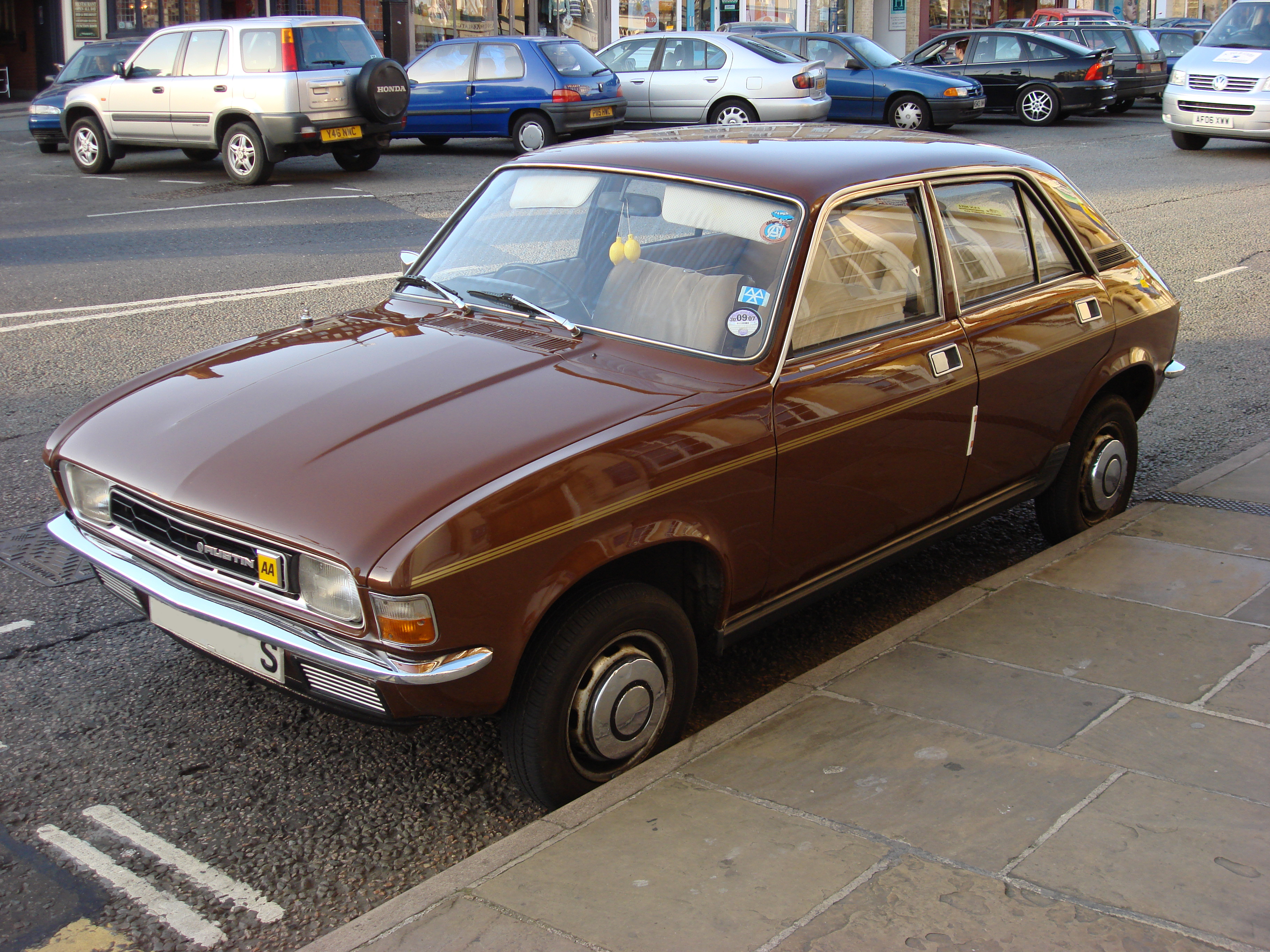
Austin Allegro 2 (1975–1979)
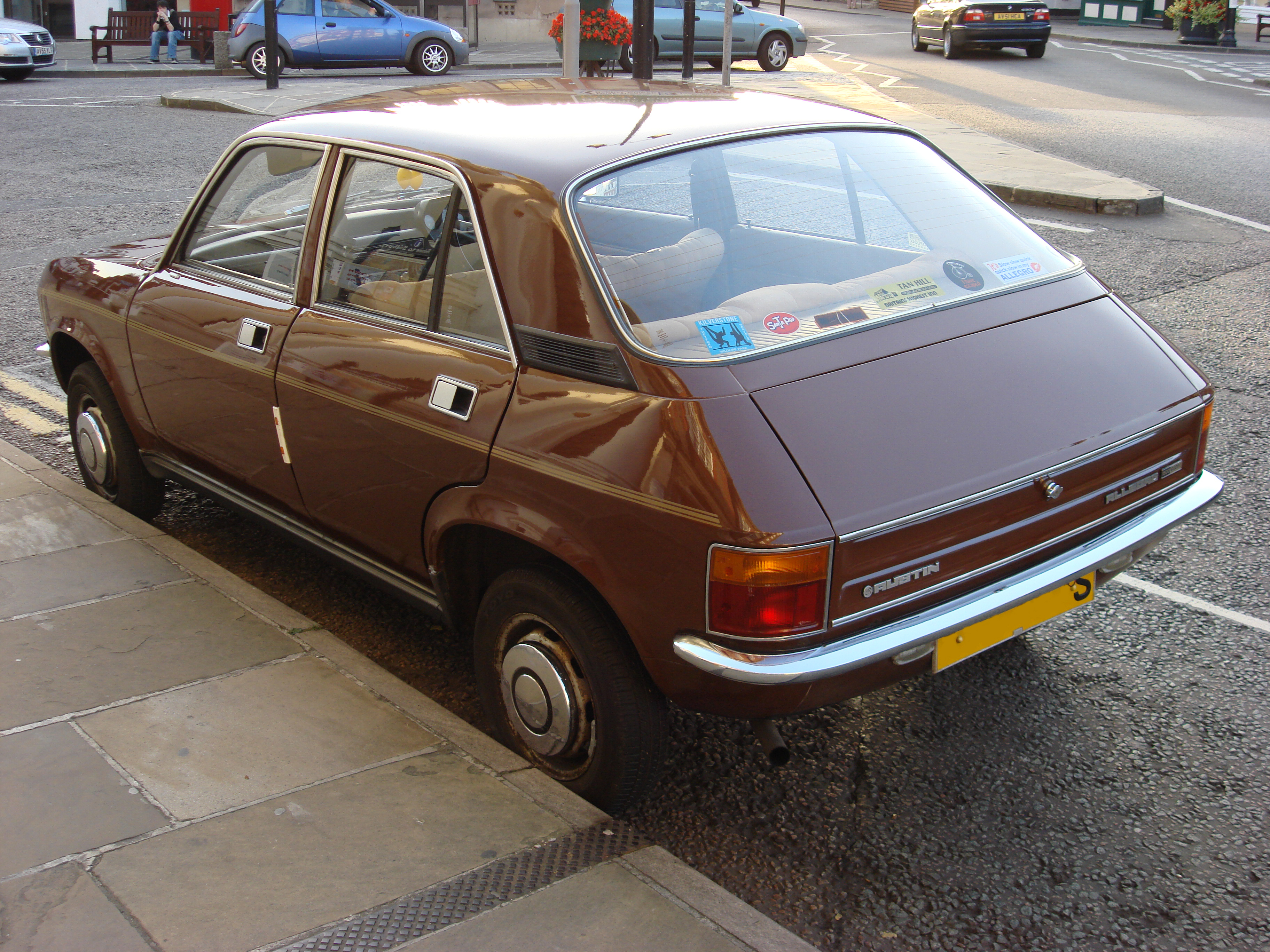
Heckansicht
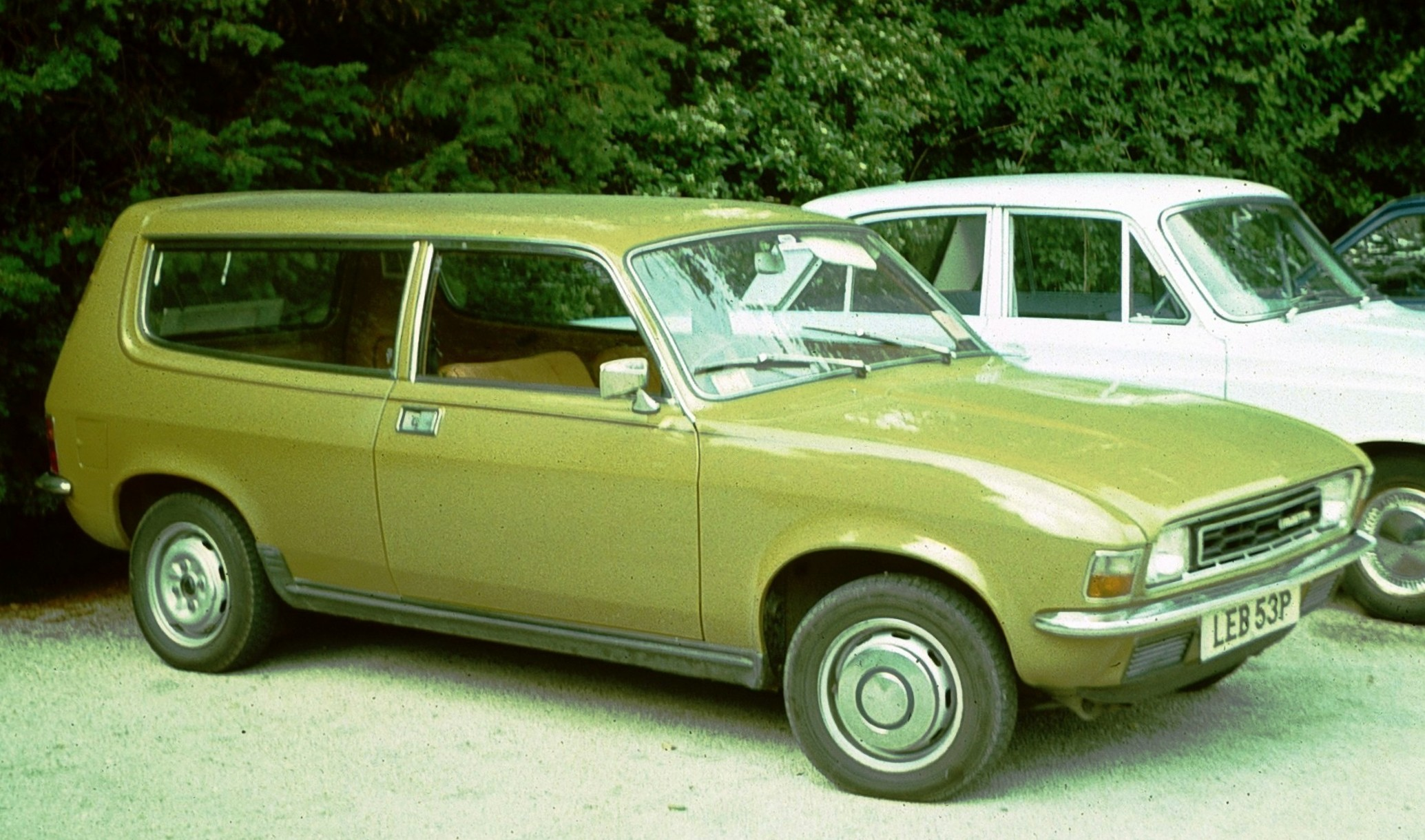
Austin Allegro 2 Estate (1975–1979)

### 1979
Im Frühjahr 1979 wurde der Allegro schließlich ein zweites Mal überarbeitet. Der Allegro 3 erhielt Stoßstangen aus schwarzem Kunststoff statt der bisherigen Chromstoßstangen und einen neuen Kühlergrill, ebenfalls aus schwarzem Kunststoff. Im Innenraum kamen neue Farben hinzu, ein neues Armaturenbrett und insgesamt bessere Ausstattung. Auch der Kraftstoffverbrauch konnte reduziert werden.
Im gleichen Jahr erschien zudem der Allegro Equipe. Dieses Modell mit silberfarbiger Lackierung, Rennstreifen, Karositzen und Alufelgen sollte mit dem VW Golf GTI und dem Alfa Romeo Alfasud ti konkurrieren. Allerdings war der Equipe nur mit dem regulären 1750er-Motor ausgerüstet und erreichte damit bei Weitem nicht die Fahrleistungen der Konkurrenz.

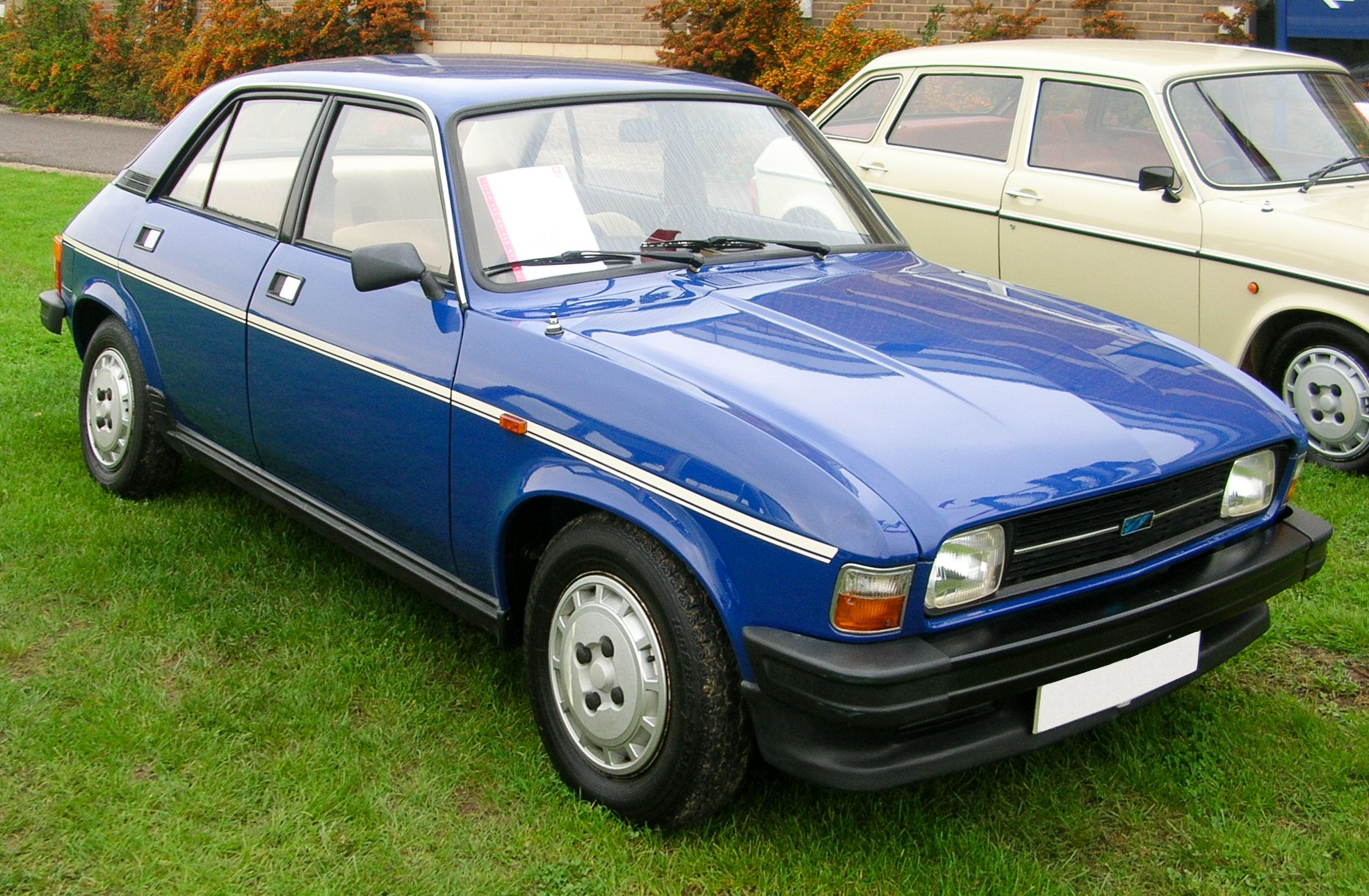
Austin Allegro 3 (1979–1982)
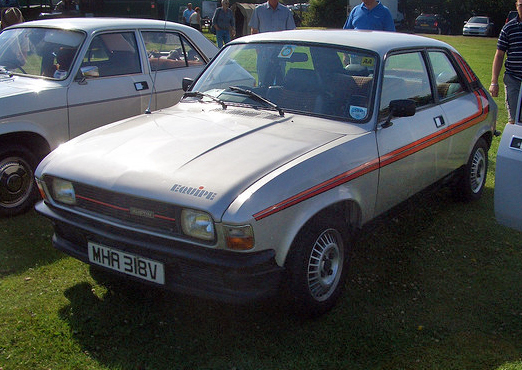
Austin Allegro Equipe (1980)

Doch auch die zweite Überarbeitung vermochte den Absatz des Allegro nicht mehr zu verbessern. Die Verkaufszahlen sanken auf nunmehr rund 1000 Stück pro Woche.
Die Produktion endete im März 1982, wobei die Einführung des Nachfolgers Austin Maestro erst Anfang 1983 stattfand.

## Modellvarianten
Wie schon bei der Vorgängerbaureihe ADO16 leitete BLMC auch beim Allegro aus derselben Konstruktion verschiedene Modelle ab, um damit verschiedene Preis- und Marktsegmente abdecken zu können. Die Modelle unterschieden sich dabei nur in Details wie dem Kühlergrill und der Serienausstattung.
Während die Baureihe ADO16 auch als Morris, Wolseley, Riley und Vanden Plas alle Marktsegmente bedient hatte, sollte der Allegro nur das mittlere und obere Preissegment abdecken. Für die anspruchslosere Kundschaft und die in Großbritannien wichtigen Dienstwagenflotten war der einfacher konzipierte Morris Marina vorgesehen.
Austin Allegro
Der Austin Allegro wurde im Austin-Stammwerk Longbridge bei Birmingham und ab 1978 auch im belgischen Seneffe gebaut. Er wurde als einziges Modell nicht nur als Limousine, sondern auch als Kombi namens Austin Allegro Estate angeboten. Der Allegro war über die gesamte Bauzeit hinweg das wichtigste und bei Weitem meistverkaufte Modell; der ADO67 ist praktisch nur unter diesem Namen bekannt.

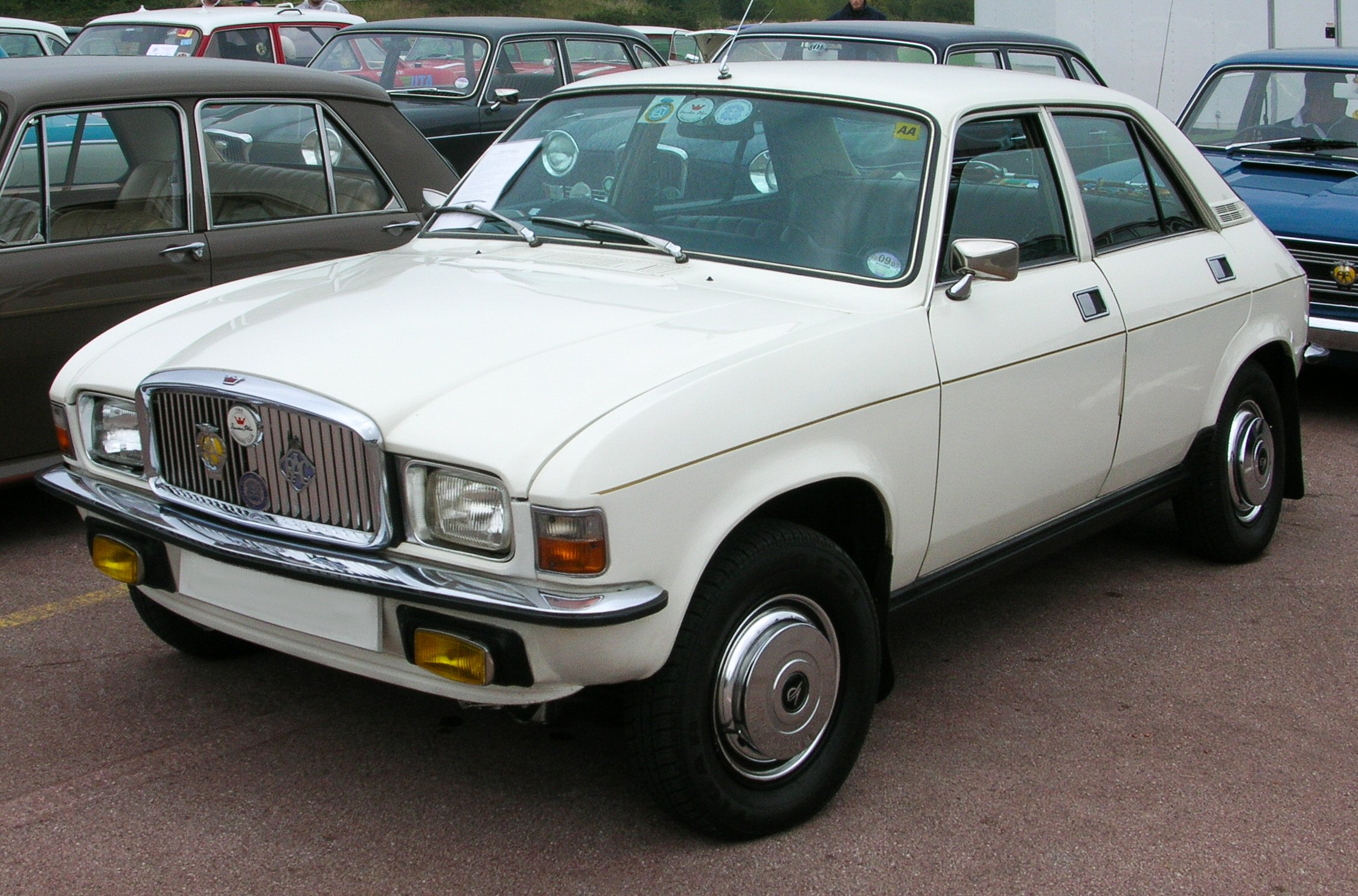
Vanden Plas 1500 (1977)

Die Bezeichnung „Allegro“ stammt aus der Musik und bezeichnet das langsamste der schnellen Tempi. Das Wort ist italienisch und bedeutet „munter“ oder „fröhlich“.
Vanden Plas
Für die gehobene Preisklasse bot British Leyland den Allegro von Herbst 1975 bis Anfang 1980 als Vanden Plas 1500 und 1750 an.
Das Fahrzeug hob sich ähnlich wie sein Vorgänger durch eine bessere Ausstattung ab wie Ledersitze, Holzeinlagen im Armaturenbrett, Klapptische hinten und getönte Scheiben. Dazu kam der charakteristische große, verchromte Kühlergrill. Die Optik der Front führte im englischsprachigen Raum schnell zu dem Spitznamen sad dog (trauriger Hund). Obwohl der Vanden Plas praktisch baugleich war, entstanden die Fahrzeuge in einer eigenen Fabrik in Kingsbury.
1979 zog die Produktion nach Abingdon um. Die Fahrzeuge aus diesem letzten Baujahr hießen Vanden Plas 1.5 und 1.7.

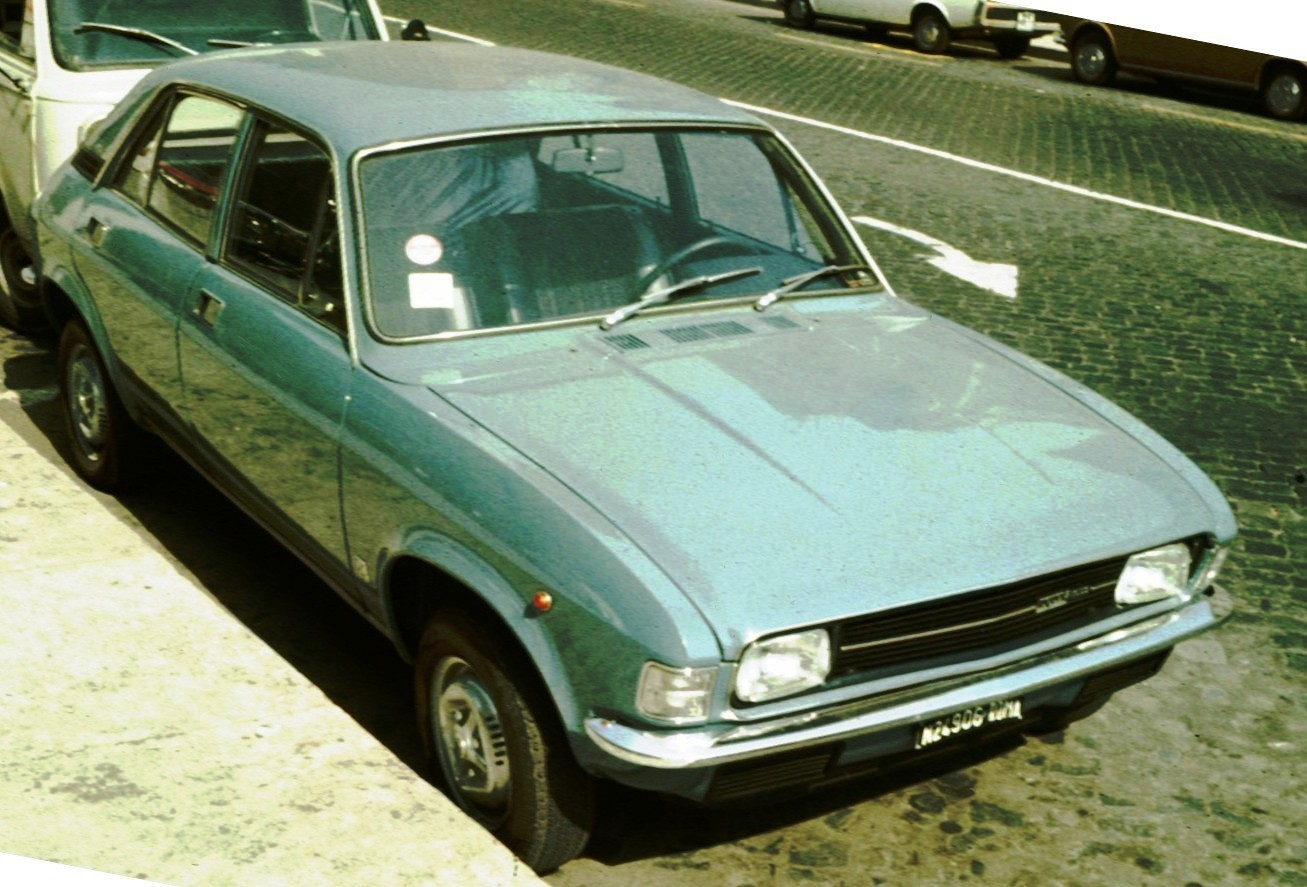
Innocenti Regent
Wie schon zuvor beim Mini baute der Fahrzeughersteller Innocenti aus Mailand auch den ADO67 in Lizenz und bot diesen auf dem italienischen Markt als Innocenti Regent an. Der Name Allegro wurde nicht verwendet, weil dieser in der italienischen Umgangssprache auch „fröhlich“ im Sinne von „beschwipst“ heißen kann.

## Technik
Der Allegro wurde als zwei- und viertürige Schräghecklimousine oder dreitüriger Kombi angeboten. Er hatte eine selbsttragende Karosserie aus Stahlblech.
Für den Allegro gab es zunächst vier, später fünf verschiedene wassergekühlte Reihenvierzylinder-Ottomotoren mit 1,0 bis 1,75 Litern Hubraum und 32 kW (44 PS) bis 67 kW (91 PS) zur Auswahl. Die Motoren waren gemäß der Tradition der vorangegangenen British Motor Corporation (BMC) vorn quer eingebaut, Ebenso lagen die Getriebe darunter und trieben die Vorderräder an. Die kleineren Motoren mit bis zu 1,3 Litern Hubraum stammten aus der älteren A-Serie; diese hatten hängende Ventile und Vierganggetriebe; die größeren Motoren entstammten der moderneren, vier Jahre für den Austin Maxi entwickelten E-Serie mit obenliegender Nockenwelle und Fünfganggetriebe. Alle Motoren ab 1,3 Litern waren wahlweise mit Viergang-Automatikgetriebe, welches als weitere Option das Schalten von Hand ermöglichte, lieferbar. Die Höchstgeschwindigkeit betrug je nach Motorisierung und Getriebe 127 bis 152 km/h.
Der ADO67 war der erste Wagen in der Konzerngeschichte mit „Hydragas“-Federung, das heißt statt Gummifedern („Hydrolastic“) wie bei den Vorgängern, dienten Hohlkugeln als Federn, die mit Stickstoff unter hohem Druck gefüllt waren. Diese Federung war (einschließlich der Dämpfung) absolut wartungsfrei. Die Entwicklung der Hydragas-Federung wurde bereits in den 1950er Jahren unter BMC begonnen. Produziert wurde sie von Dunlop ausschließlich für British Leyland. Im Unterschied zur Hydropneumatik von Citroën gab es hier weder Pumpe, Speicher noch Regeleinrichtung. Deshalb waren beim Allegro (ungeregelte) vertikale Bewegungen des Wagenkörpers möglich (keine Niveauregulierung), ein Nicken hingegen wurde unterbunden. Die Eigenfrequenz war im Vergleich zur Hydrolastic niedriger. Kurze, harte Stöße wurden besser absorbiert, und die Federung war insgesamt weicher und komfortabler. Dem nicht ganz erreichten Komfort einer geregelten Gasfederung standen die Wartungs- und Verschleißfreiheit gegenüber.
Das Federelement stand an der Vorderachse je Rad auf dem einschenkeligen oberen Querlenker, unten wurde ein Schräglenker mit Zugstrebe verwendet. An der Hinterachse waren die Federelemente innen an Schwingen angeordnet. Ein Querrohr nahm die Gummilager der Radschwingen sowie die vordere Aufhängung der Federelemente auf (diese waren hinten gegen den Wagenboden abgestützt). In die Schwingenlager war zudem je eine spezielle Gummifeder integriert, die einem übermäßigen Ausfedern des unbelasteten Wagens entgegenwirkte.
Zahnstangenlenkung, Trommelbremsen hinten und Girling-Scheibenbremsen vorn waren weitere Merkmale.

## Konkurrenten
Der Allegro war bei seiner Markteinführung 1973 ein fortschrittliches Auto. Es gab keine Servolenkung, die aufgrund des niedrigen Gewichts auch nicht nötig war. Das Auto wurde mit der modernen Stickstoff-Federung „Hydragas“, in den kleinen Motorisierungen 1,0 und 1,3 mit Vierganggetriebe, die größeren 1,5- und später 1,7-Liter-Motoren je nach Ausstattung mit Viergang- und Fünfganggetrieben, ausgestattet. Die Automatikversionen waren wie schon beim Vorgänger und beim Mini handschaltbare Viergangautomatiken von Automotive Products (AP) mit den Stufen D, 3, 2, 1. Auch die Karosserie war technisch auf der Höhe der Zeit und der Rostschutz gut. Ein werksseitiges Ausspritzen sämtlicher Längsträger und Kastenstrukturen mit Schutzwachs, Elastomer-Schutzschicht auf Radkästen, Wagen- und Kofferraumboden und eine aluminiumbeschichtete Auspuffanlage zählten keineswegs zu den Selbstverständlichkeiten. Auch die serienmäßige Ausstattung bot mit Heckscheibenheizung einen Vorzug, Liegesitze waren ab Modell 1300 Super zu haben.
Die meisten seiner Konkurrenten aus dieser Zeit basierten auf erheblich älteren und vor allem einfacheren Konstruktionen. Dies betraf vor allem seine schärfsten Rivalen auf dem britischen Markt, den Ford Escort Mark I und Mark II sowie den Vauxhall Viva („Opel Kadett B/C“). Technisch ebenbürtig war einzig der Alfa Romeo Alfasud, der allerdings mit starken Rostproblemen und seinem schlechten Ruf zu kämpfen hatte. Ford und Vauxhall konnten erst bis etwa 1980 gleichziehen.
Zusätzlich bekam der Allegro mit dem parallel angebotenen Morris Marina Konkurrenz aus eigenem Hause. Der Wagen war zwar etwas größer, sehr konservativ gestaltet, basierte aber auf wesentlich älterer Technik und war einfacher ausgestattet. Dennoch kam es mangels Abstimmung zu Überschneidungen.

## Kritiken
Die Fachpresse lobte zu Beginn den großen technischen Fortschritt des Allegro gegenüber dem Vorgängermodell. Kritisiert wurden der etwas hohe Preis und die schwachen Motoren. Der 1300er aus der A-Serie sei mit dem höheren Gewicht des Wagens ein wenig überfordert, und die Sportversion 1750 Sports Special mit dem 1750er-Motor erreiche die Fahrleistungen der Konkurrenz nicht.
Die Mehrzahl der negativen Kritiken richtete sich jedoch gegen das Design des Allegro. Die Formgebung wurde als eigenwillig empfunden. Die starke Wölbung des Vorderwagens nach oben und zur Seite lasse den Wagen vor allem in Zusammenhang mit den eng angeordneten Scheinwerfern von vorne betrachtet „aufgeblasen“ erscheinen. Überhaupt sei der Wagen eher eine „Karikatur“ des ursprünglichen Entwurfes von Mann. Der Innenraum sei „geschmacklos“ und das ganze Auto einfach „stillos“, besonders im Vergleich zu einem Citroën GS oder einem VW Golf. Nach allgemeiner Einschätzung widersprach der ADO67 dem Zeitgeist und Kundengeschmack vollkommen. 2008 wurde der Allegro zum schlechtesten britischen Auto überhaupt gewählt.
Darüber hinaus wurde der zu enge Fußraum vor den Rücksitzen kritisiert, das Quartic-Lenkrad wurde als befremdlich und unpraktisch empfunden. Diese beiden Kritikpunkte wurden mit Einführung der zweiten Serie 1975 behoben.

## Probleme
Mit den insgesamt 642.350 gebauten Einheiten in neun Jahren war der Allegro ein großer Misserfolg für British Leyland, vor allem im Vergleich zur vorherigen Baureihe ADO16, von der mehr als zwei Millionen Fahrzeuge hergestellt worden waren. Damit ging ein deutlicher Verlust an Marktanteilen in der unteren Mittelklasse einher. Vieles davon wurde paradoxerweise durch den parallel angebotenen, antiquierten Morris Marina aufgefangen, der ihn sogar in der Stückzahl deutlich übertraf und auch noch zwei Jahre länger gebaut wurde.
Als Ursache für den Misserfolg des Allegro werden vor allem die Qualitätsprobleme und der schlechte Ruf von British Leyland und die schlechten Kritiken über die Gestaltung von Karosserie und Innenraum gesehen. Letztere werden vor allem daran festgemacht, dass die Produktion in Italien schon nach 18 Monaten eingestellt wurde. Ebenso habe die fehlende Heckklappe Kundschaft gekostet. Insgesamt heißt es, der Allegro sei das Gegenteil dessen gewesen, was der Markt gewollt habe.
Zudem erwies sich der überlange Bauzeitraum des Allegro als Problem. Denn die finanziellen Schwierigkeiten von British Leyland in der zweiten Hälfte der 1970er Jahre ließen die baldige Entwicklung eines Nachfolgers oder umfangreichere Überarbeitungen des Allegro selbst unterbleiben. Die Konkurrenz hatte jedoch um 1980 technisch aufgeschlossen und attraktivere Modelle im Angebot. Als im Herbst 1979 der Vauxhall Astra Mark I („Opel Kadett D“) und im Sommer 1980 der Ford Escort ’81 in Großbritannien erschienen, war der Allegro nicht mehr konkurrenzfähig.
Zu den technischen Problemen gehörten die Radaufhängungen. Die Werkstätten kamen anfänglich nicht mit der Konstruktion zurecht und montierten die Radlager falsch. In der Folge konnten sich die betreffenden Räder während der Fahrt lösen.
Daneben war die Karosserie nicht verwindungssteif genug. Bei falsch angesetztem Wagenheber konnte die Heckscheibe herausfallen. Schon während der Erprobung hatte sich die Karosserie bei scharfer Fahrt in unwegsamem Gelände verzogen. Diese Geschichte war im Alltag zwar nur wenig von Belang, wurde aber in der Klatschpresse breitgetreten.
Symptomatisch für den Umgang mit den Problemen ist ein internes Bulletin vom Oktober 1974, in dem Händler angewiesen wurden, an den drei tiefsten Punkten des Kofferraums drei Löcher zu bohren, um die Probleme mit eindringendem Wasser zu lösen.
Wegen seines Designs und der Qualitätsprobleme erhielt der Allegro den Spitznamen All-aggro, deutsch: All-Ärgernis.

## Datenblatt
| Austin Allegro                         | 1100                                                                 | 1300                                                                 | 1500                                                                 | 1750                                                                 |
| -------------------------------------- | -------------------------------------------------------------------- | -------------------------------------------------------------------- | -------------------------------------------------------------------- | -------------------------------------------------------------------- |
| Motor:                                 | 4-Zylinder-Reihenmotor (Viertakt)                                    | 4-Zylinder-Reihenmotor (Viertakt)                                    | 4-Zylinder-Reihenmotor (Viertakt)                                    | 4-Zylinder-Reihenmotor (Viertakt)                                    |
| Hubraum:                               | 1098 cm³                                                             | 1275 cm³                                                             | 1485 cm³                                                             | 1748 cm³                                                             |
| Bohrung × Hub:                         | 64,6 × 83,7 mm                                                       | 70,6 × 81,3 mm                                                       | 76,2 × 81,3 mm                                                       | 76,2 × 95,8 mm                                                       |
| Leistung bei 1/min:                    | 32 kW (44 PS) bei 5000                                               | 39 kW (53 PS) bei 5250                                               | 50 kW (68 PS) bei 5500                                               | 67 kW (91 PS) bei 5500                                               |
| Max. Drehmoment bei 1/min:             | 81 Nm bei 2500                                                       | 93 Nm bei 3500                                                       | 105 Nm bei 3100                                                      | 140 Nm bei 3100                                                      |
| Verdichtung:                           | 8,5:1                                                                | 8,8:1                                                                | 9,0:1                                                                | 9,5:1                                                                |
| Gemischaufbereitung:                   | 1 × SU HS2                                                           | 1 × SU HS4                                                           | 2 × SU HS6                                                           | 2 × SU HS6                                                           |
| Ventilsteuerung:                       | OHV                                                                  | OHV                                                                  | OHC                                                                  | OHC                                                                  |
| Kühlung:                               | Wasserkühlung                                                        | Wasserkühlung                                                        | Wasserkühlung                                                        | Wasserkühlung                                                        |
| Getriebe:                              | 4- oder 5-Gang-Getriebe a.W. (außer 1100) Automatik Frontantrieb     | 4- oder 5-Gang-Getriebe a.W. (außer 1100) Automatik Frontantrieb     | 4- oder 5-Gang-Getriebe a.W. (außer 1100) Automatik Frontantrieb     | 4- oder 5-Gang-Getriebe a.W. (außer 1100) Automatik Frontantrieb     |
| Radaufhängung vorn:                    | Querlenker, Schräglenker und Zugstrebe, Hydragasfederung             | Querlenker, Schräglenker und Zugstrebe, Hydragasfederung             | Querlenker, Schräglenker und Zugstrebe, Hydragasfederung             | Querlenker, Schräglenker und Zugstrebe, Hydragasfederung             |
| Radaufhängung hinten:                  | Längslenker, Hydragasfederung                                        | Längslenker, Hydragasfederung                                        | Längslenker, Hydragasfederung                                        | Längslenker, Hydragasfederung                                        |
| Bremsen:                               | Scheibenbremsen vorne, Trommeln hinten, a.W. (1500/1750 Serie) Servo | Scheibenbremsen vorne, Trommeln hinten, a.W. (1500/1750 Serie) Servo | Scheibenbremsen vorne, Trommeln hinten, a.W. (1500/1750 Serie) Servo | Scheibenbremsen vorne, Trommeln hinten, a.W. (1500/1750 Serie) Servo |
| Lenkung:                               | Zahnstangenlenkung                                                   | Zahnstangenlenkung                                                   | Zahnstangenlenkung                                                   | Zahnstangenlenkung                                                   |
| Karosserie:                            | Stahlblech, selbsttragend                                            | Stahlblech, selbsttragend                                            | Stahlblech, selbsttragend                                            | Stahlblech, selbsttragend                                            |
| Spurweite vorn/hinten:                 | 1362/1364 mm                                                         | 1362/1364 mm                                                         | 1362/1364 mm                                                         | 1362/1364 mm                                                         |
| Radstand:                              | 2442 mm                                                              | 2442 mm                                                              | 2442 mm                                                              | 2442 mm                                                              |
| Abmessungen:                           | 3853 × 1613 × 1400 mm                                                | 3853 × 1613 × 1400 mm                                                | 3853 × 1613 × 1400 mm                                                | 3853 × 1613 × 1400 mm                                                |
| Leergewicht:                           | 859 kg                                                               | 870 kg                                                               | 880 kg                                                               | 890 kg                                                               |
| Höchstgeschwindigkeit (Werk):          | 127 km/h                                                             | 140 km/h                                                             | 145 km/h                                                             | 165 km/h                                                             |
| 0–100 km/h (Werk):                     | 25 s                                                                 | 19 s                                                                 | 13 s                                                                 | 12 s                                                                 |
| Verbrauch (Liter/100 Kilometer, Werk): | 9,5 S                                                                | 10,5 S                                                               | 11,0 S                                                               | 11,5 S                                                               |
| Preis:                                 |                                                                      |                                                                      |                                                                      |                                                                      |